# Я-12
Я-12 — советский быстроходный лёгкий артиллерийский тягач времён Великой Отечественной войны. Производился на Ярославском автомобильном заводе с 1943 по 1946 год.

## Предшественник — Я-11
С первых дней войны РККА переживала нехватку артиллерийских тягачей. После того, как Сталинградский тракторный завод оказался в зоне боевых действий, производство тягачей и вовсе прекратилось. В начале 1942 года в НАТИ приступили к разработке нового тягача и к осени документация по нему была передана на ЯГАЗ, где ему дали наименование Я-11 и в 1943 году изготовили 5 опытных образцов.
Я-11 имел спаренную силовую установку из двух силовых агрегатов от грузовика ГАЗ-ММ: двигатель ГАЗ-М, сцепление и коробка передач. Теоретически, общая мощность «спарки» составляла около 86 л.с. (каждый из двух двигателей имел мощность по 50 л.с., но из-за установки более мощных вентиляторов, мощность на маховике двигателя снижалась до 43 л.с.). На практике же, суммарная мощность уменьшалась из-за проблем синхронизации работы спаренных двигателей и составляла не более 72-75 л.с. Ходовая часть и узлы трансмиссии заимствовались у лёгкого танка Т-60.
В мае-июне 1943 года тягач прошёл краткие испытания на полигоне ГАБТУ в Кубинке. Несмотря на ряд серьёзных недостатков, испытания в целом были признаны успешными и завод форсировал подготовку к производству первой серийной партии в 50 тягачей, которые планировалось выпустить уже в июне. К середине июня на сборочном участке было заложено около десятка рам новых тягачей.
Однако, в период с 4 по 22 июня 1943 года, накануне немецкого наступления на Курской дуге, германская авиация нанесла серию бомбардировочных ударов по ГАЗу и городу Горький. На ГАЗе от бомбёжек пострадали: главный конвейер, цеха шасси, термический, колесный, кузнечный, прессовый, кузовной и другие. Но фатальным для судьбы тягача Я-11 стал выход из строя моторного корпуса №1, который выпускал двигатели ГАЗ-М. Производство этих двигателей было остановлено, а других, подходящих по мощности — в стране не имелось. Я-11 остался без мотора.

## Создание Я-12

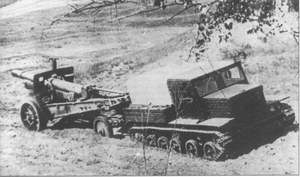
Я-12 на испытаниях буксирует 152-мм гаубицу-пушку МЛ-20. Сентябрь 1943 г.

До 1942 года, основной продукцией Ярославского автомобильного завода были тяжёлые грузовики ЯГ-6А, на которые устанавливались силовые агрегаты (двигатель, сцепление и КПП) от грузовика ЗИС-5. Эти силовые агрегаты ЯГАЗ получал с московского Завода имени Сталина. В декабре 1941 года, когда на ЗИСе  производство моторов прекратилось из-за эвакуации, директор ЯГАЗа А.А. Никаноров обратился к Сталину с предложением закупить в США партию в 1500 силовых агрегатов в составе дизельного двигателя GMC-4-71 мощностью 110 л.с., сцепления Long-32 и коробки передач Spicer-5553. Этот силовой агрегат был хорошо знаком специалистам ЯГАЗа — именно он должен был лечь в основу нового семейства грузовых автомобилей, к производству которых ЯГАЗ готовился в 1941 году.
В июле 1943 года — когда производство Я-11 оказалось невозможным из-за отсутствия моторов — на ЯГАЗ прибыла первая партия импортных силовых агрегатов. В течение двух недель была разработана компоновка тягача с новым мотором и КПП, выпущены рабочие чертежи на новые системы. Новый тягач получил наименование Я-12 и был поставлен на серийное производство. С августа до конца 1943 года было выпущено 218 тягачей (считая опытные машины), в 1944 году — 965, в 1945 году — 1666 тягачей (из них до 9 мая 1945 года — 1066 машин), а в 1946 году — 67 тягачей (при плане 70). Всего в Ярославле было выпущено 2296 тягачей.
Производство тягачей Я-12 на Ярославском автомобильном заводе было прекращено в декабре 1946 года в связи с переходом завода на производство дизельных двигателей ЯАЗ-204 (копий двигателя GMC-4-71, устанавливавшегося на Я-12) и грузовых автомобилей ЯАЗ-200, которые оснащались этими двигателями. Производство же артиллерийских тягачей было передано на завод №40 в Мытищах, где в сентябре 1945 года была выпущена первая партия из 15 тягачей, получивших обозначение М-12А. Эти тягачи, несколько отличавшиеся по конструкции от Я-12, выпускались в Мытищах до 1948 года, когда были заменены усовершенствованной версией — тягачом М-2, выпускавшимся с 1948 по 1955 год.
В августе 1944 года за разработку и производство Я-12 его конструктор Иван Иосифович Дронг получил орден Красной Звезды, были награждены и другие участники работ по Я-11 и Я-12.

## Я-13 и Я-13Ф — машины с двигателями ЗИС

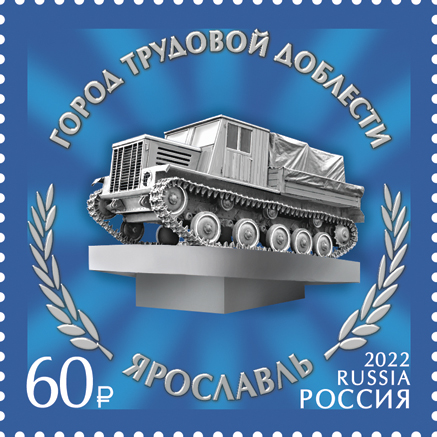
Тягач Я-12 на почтовой марке

Из-за опасности перебоев с поставками американских силовых агрегатов, была разработана модификация тягача с четырёхтактным карбюраторным двигателем ЗИС-5М, и коробкой передач ЗИС-5. Новая машина получила обозначение Я-13. До конца 1943 года был выпущен 71 тягач этого типа.. Общий выпуск тягачей Я-13 составил 95 машин. Замена двигателя на менее мощный привела к значительному снижению эксплуатационных качеств тягача по сравнению с Я-12.
Проводились работы по оснащению ярославского тягача форсированным четырёхтактным карбюраторным двигателем ЗИС-МФ, представлявшим собой модификацию базового ЗИС-5М, форсированную до мощности 95 л.с. Тягач получил обозначение Я-13Ф и был выпущен в небольшом количестве — три машины в 1944 году и две — в 1945. С 5 августа по 1 октября 1945 года две такие машины проходили испытания на полигоне ГАУ. Отмечалось существенное повышение динамических характеристик тягача в сравнении с Я-13, но в ходе испытаний одна машина вышла из строя — лопнул блок цилиндров.
После организации на заводе №40 в Мытищах производства тягача М-12А, некоторое время объёмы производства тягачей ограничивались поставками двигателей ЯАЗ-204, производство которых только налаживалось на Ярославском автомобильном заводе. Поэтому с 1946 по 1948 год параллельно с М-12А в Мытищах выпускались тягачи М-13А с моторами ЗИС-МФ. По сравнению с Я-13Ф, в конструкцию тягача были внесены те же изменения, что и в М-12А в сравнении с Я-12. Кроме того, были усовершенствованы некоторые системы двигателя.

## Эксплуатация и оценка тягача Я-12

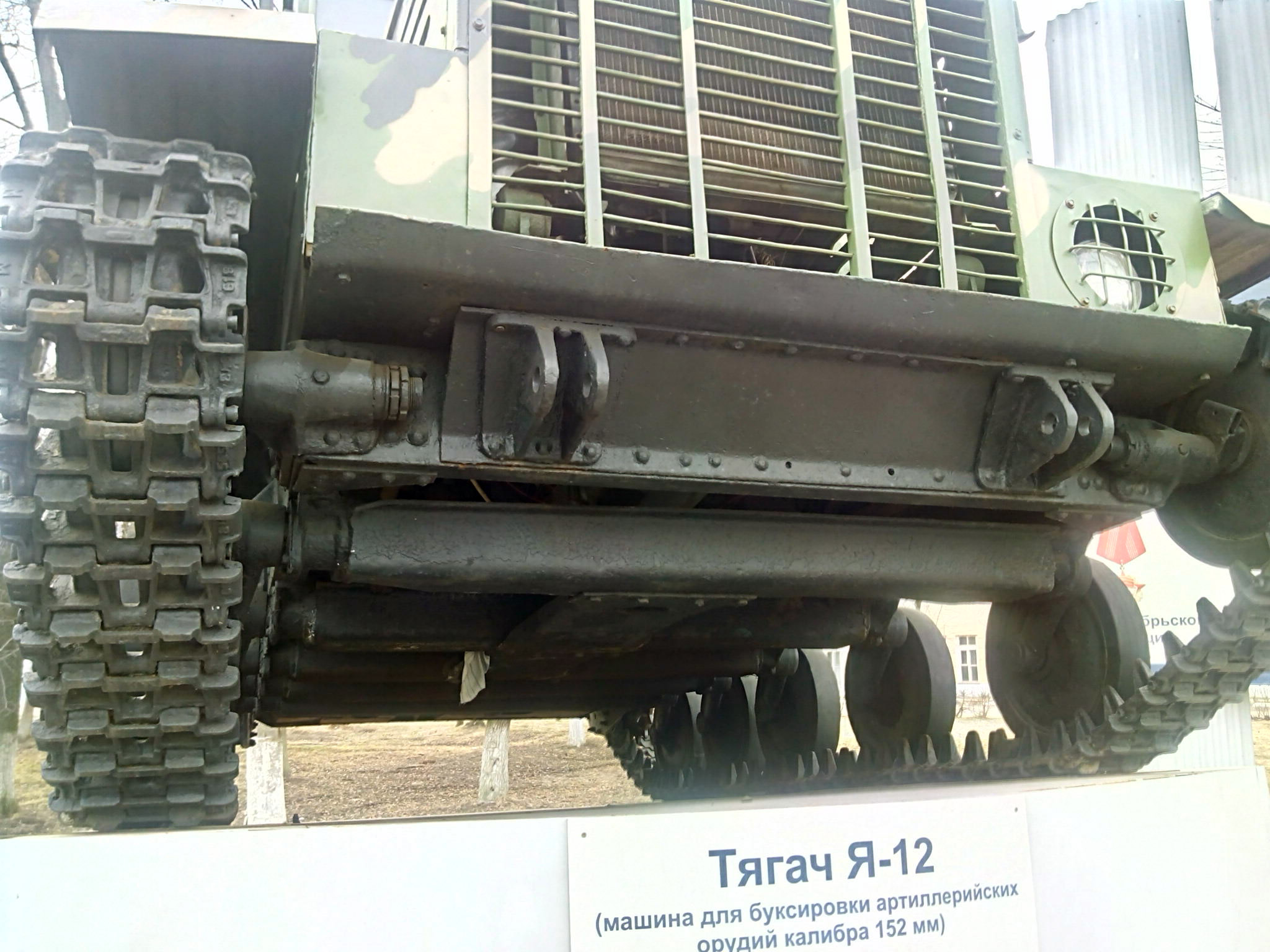
ходовая часть

Несмотря на свой малый весовой класс, Я-12 мог успешно буксировать орудия массой до 8 т, например, 85-мм зенитные пушки 52К, 122-мм корпусные орудия А-19, 152-мм гаубицы-пушки МЛ-20, 203-мм тяжелые гаубицы Б-4. Благодаря отличным скоростным и динамическим качествам тягача, а именно: средняя скорость движения по грунту с прицепом и грузом доходила до 13 км/ч, по шоссе — до 17 км/ч; подъём с прицепом и грузом на сухом дерновом грунте достигал 18°, без прицепа — 30°; крен — до 20°; преодолевал ров до 1,8 м и брод до 0,7 м; минимальный радиус поворота с артсистемой на крюке составлял 6 м, без неё — 2,9 м (по внешнему крылу), части корпусной артиллерии, оснащенные быстроходными тягачами Я-12, имели высокую подвижность и могли выходить в прорыв вместе с танками и мотопехотой.
Однако ходовая часть и трансмиссия Я-12 из-за перегрузок и динамических ударов теряли свой запас прочности, что приводило к многочисленным поломкам, таких как: разрывы гусениц, поломки зубьев ведущих колес и спиц опорных катков, выход из строя их подшипников и кронштейнов ленивцев, выход из строя торсионов. Многие поломки быстро устранялись за счёт использования запчастей от распространённого танка Т-70. Ещё одним недостатком Я-12 явилось применение танковых траков с недостаточно развитыми грунтозацепами — оно было причиной плохих сцепных свойств при движении по грязи или гололёде.

## Памятники
- Я-12 стоит на территории Ярославского моторного завода.

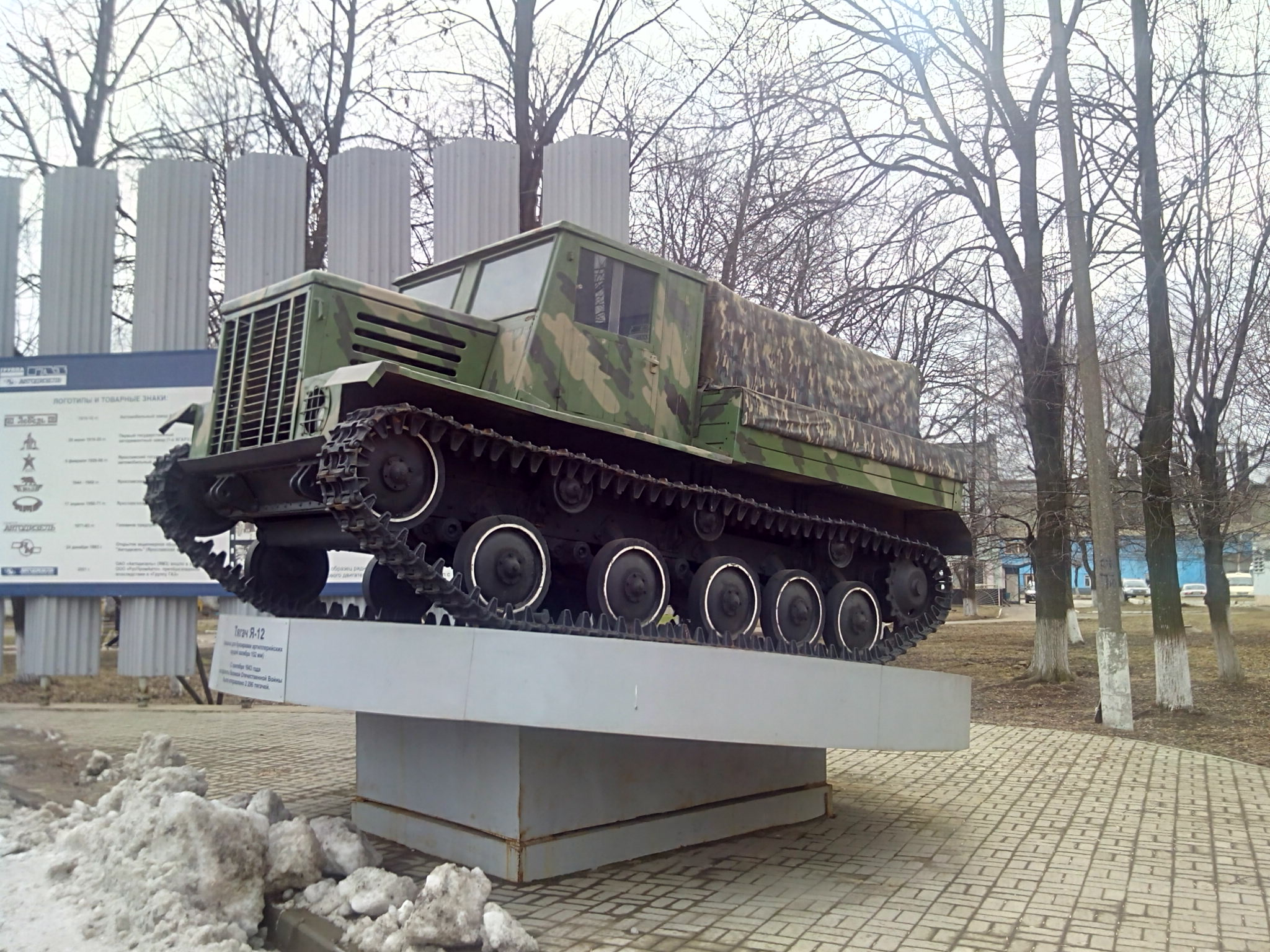
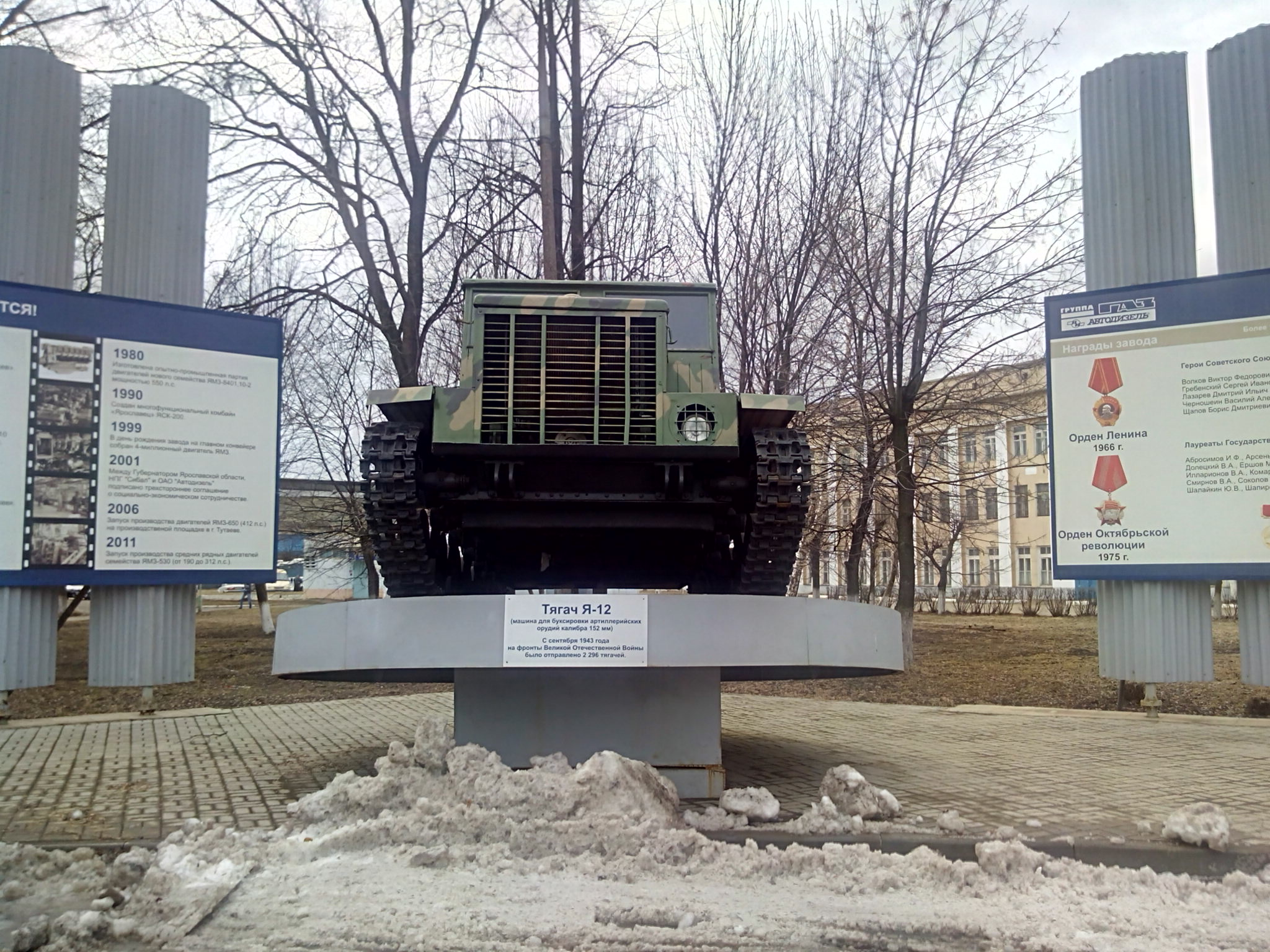
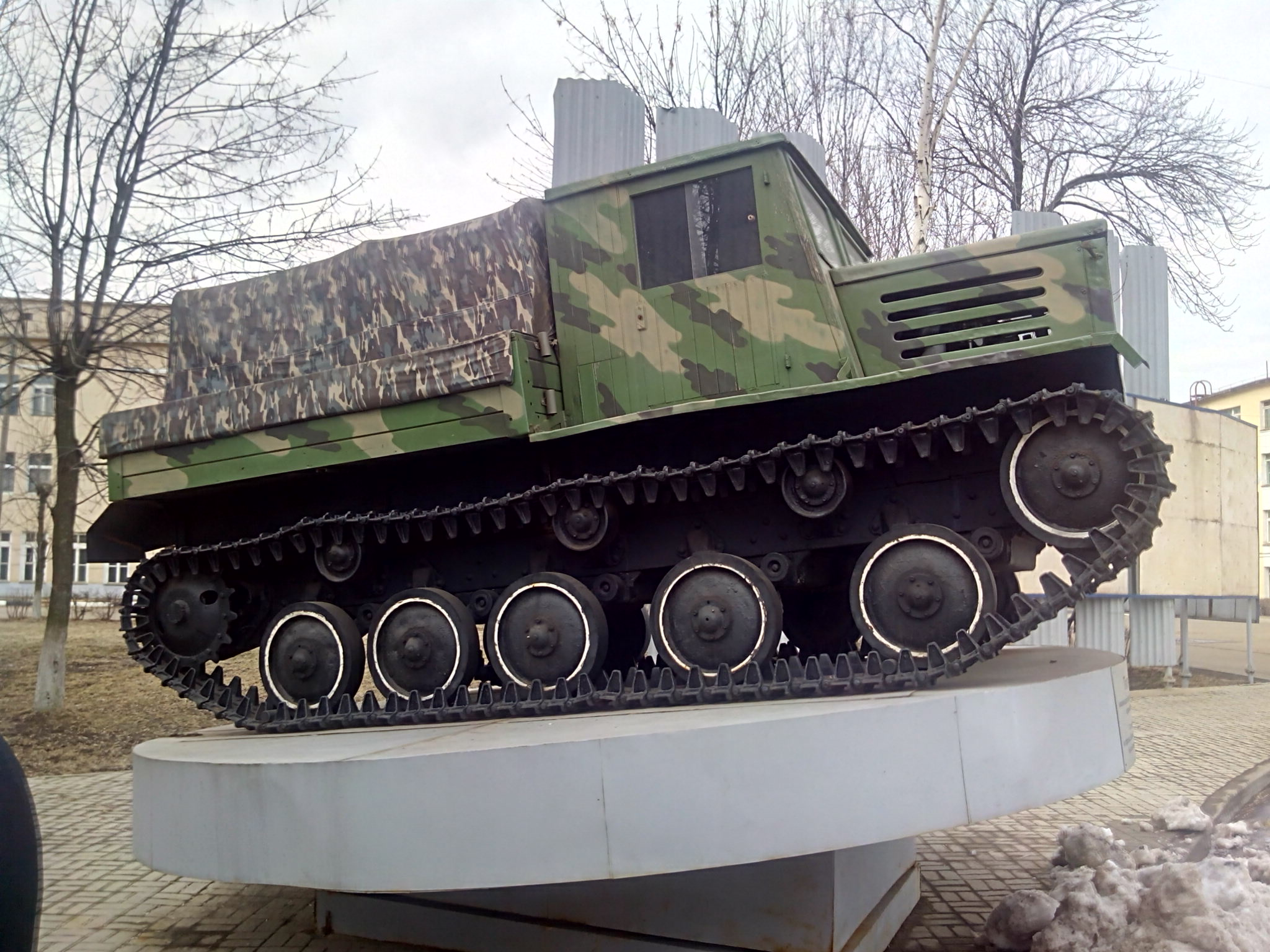
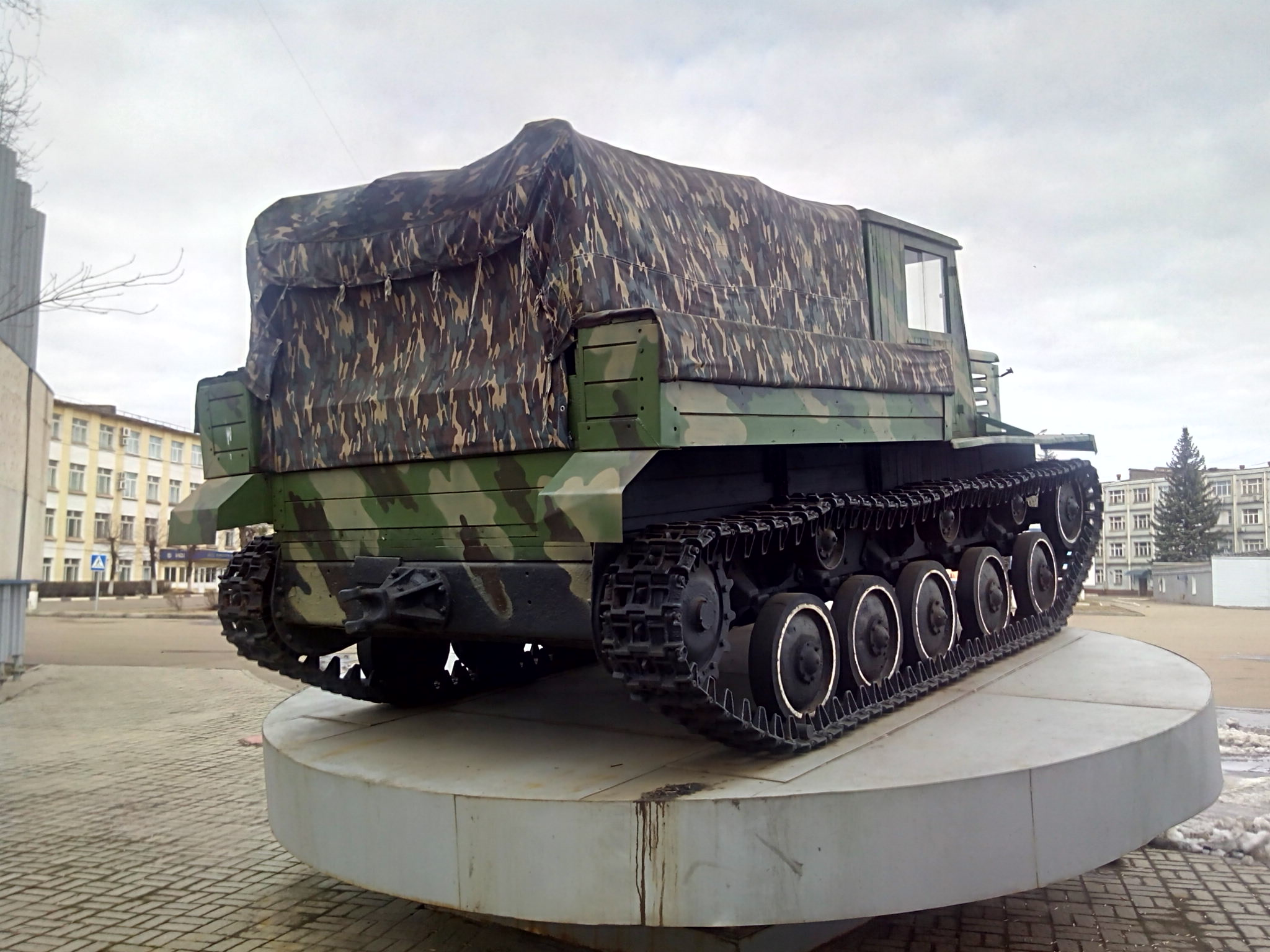